# 艾德·奧克森博爾德
艾德·奧克森博爾德 （英語：Ed Oxenbould，2001年6月1日—） 是一名澳洲演員。 他因在2012年澳洲喜劇短片《朱利安 (電影) 》擔任主演而聞名。随後，他出演了2012-2014年澳洲電視劇 《青春旋律 (電視劇)》，也因為主演了2014年美國喜劇電影《亞歷山大和他最糟糕的一天》、2014年澳洲喜劇電影《紙飛機 (電影)》、2015年美國心理恐怖電影《探訪驚魂》、2016年澳洲美國心理恐怖電影《安全鄰域》以及2018年美國劇情電影《狂野生活》而更加有名。

## 背景
奧克森博爾德出生於澳大利亞，又稱作澳洲，他是演員黛安·亞當斯(Diane Adams)和和傑米·奥克森博爾德(Jamie Oxenbould)的孩子。他也是喜劇演員本·奧克森博爾德的侄子。